# SS Monte Carlo
El SS Monte Carlo fue un barco de hormigón botado en 1921 como el petrolero SS Old North State. Más tarde fue rebautizado como McKittrick. En 1932 se convirtió en un barco de juego y prostitución que operaba en aguas internacionales frente a la costa de Long Beach, California, Estados Unidos , y fue trasladado a Coronado, California, en 1936. El Monte Carlo encalló en la isla de Coronado el día de Año Nuevo de 1937 durante una tormenta y sus restos permanecen en la playa.

## Accidente

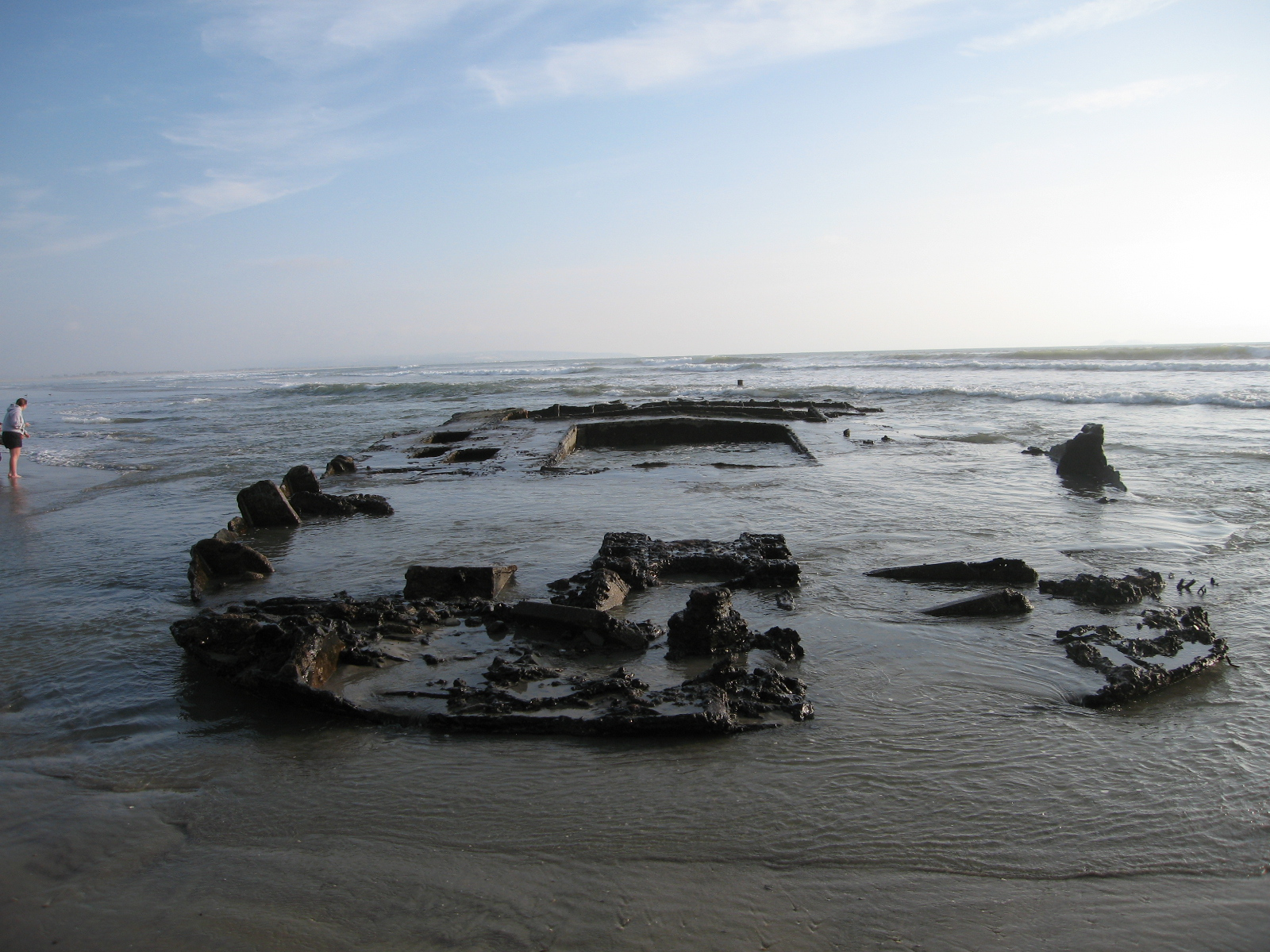
Pecio del SS Monte Carlo el 30 de enero de 2010.

En 1937, el Monte Carlo quedó anclado a 3 millas (4,8 km) en aguas internacionales frente a la playa de Coronado en San Diego durante una tormenta el día de Año Nuevo, cuando el ancla se soltó. El barco fue a la deriva hasta la playa frente a lo que ahora es la Torre El Camino de los condominios Coronado Shores. Debido a que esta embarcación era ilegal una vez en tierra, nadie reclamó su propiedad. Los restos se pueden ver bajo el agua durante la marea baja y, ocasionalmente, quedan expuestos durante fuertes mareas de tormenta. La playa circundante donde se detuvo fue acuñada localmente como "Playa del Naufragio" por un escritor e historiador de Coronado en 2005.
Se especula que puede haber 150.000 dólares en monedas de plata en el interior del naufragio. Según Edward "Bud" Bernhard who retrieved hundreds of dollars from the shipwreck as a child: "I’m convinced there is $100,000 in gold and silver coins deep in that wreck", un residente de Coronado que fue rescatado de un barco hundido cuando era niño y que recuperó cientos de dólares, "estoy convencido de que hay 100.000 dólares en monedas de oro y plata en el interior de ese naufragio".
De vez en cuando, el pecio del naufragio se hace visible en la orilla de Silver Strand.